# گردیز گانش
گردیز گانش تندیسی از خدای هندوی گانش است که در ولایت پکتیا (گردیز)، نزدیکی کابل در افغانستان کشف شد. این اثر به عنوان «یک محصول نمونه‌ای از مکتب هندی-افغانی» پنداشته می‌شود.

## تاریخچه
دی.سی. سرکار قدمت این تندیس را به قرن ششم تا هفتم میلادی نسبت می‌دهد. به‌طور دقیق‌تر و براساس کتیبه‌شناسی، کتیبه‌های که در مبنای این تندیس است قدمت آن به قرن هفتم میلادی می‌رسد. برخی نویسندگان این تندیس را به دوره سنتی میان هنر کوشان و هنر گبتا در قرن پنجم یا پایان قرن چهارم میلادی نسبت می‌دهند. تندیس گانش که در دل ولایت گردیز کشف شده‌است امروزه به دوره تُرک‌شاهان در قرون هفتم و هشتم میلادی نسبت داده می‌شود، و به دوره شاهی هندو (قرن نهم تا دهم میلادی) که نیز پیشنهاد شده، نسبت داده نمی‌شود. تعیین این تاریخ اساساً بر مبنای تحلیل‌های سبک‌کاری صورت گرفته‌است و این تندیس گانیشا از نظر تندیس پردازی و سبک‌کار شباهت‌های بسیار زیادی به کارهای خانقاه بودائی در فندقستان دارد که قدمت آن به همین دوره نسبت داده شده‌است.
تندیس گانش هم‌چنین با تندیس مشهور براهمی سوریا (ایزد) از نظر لباس رو پوش که با بوت مشابهت دارد و هم عصر پنداشته می‌شود، تندیس سوریا که در خیرخانه در نزدیکی کابل پیدا شد نیز به قرن هفتم تا هشتم میلادی به دوره ترک‌شاهی نسبت داده می‌شود. از نظر باستان‌شناسی، قدمت خود معبد خیرخانه نیز به ۶۰۸ تا ۶۳۰ میلادی تخمین می‌شود که آغاز دوره ترک‌شاهی است. دین ودائی (براهمنیسم) ظاهراً تا حدی در زیر حاکمیت ترک‌شاهی‌ها، کسانی که اساساً پیرو آیین بودائی بودند، به شکوفایی رسیده‌است و کارهای هنری زیادی نیز به دوره آن‌ها که قرن هفتم تا هشتم میلادی است نسبت داده می‌شود.
پس از این‌که تندیس گردیز گانش کشف شد به معبد هندو بنام درگاه پیر راتان نات در کابل، نزدیک سینما پامیر، منتقل شد.

## کتیبه
کتیبه در قسمت پایه تندیس حکاکی شده‌است. این کتیبه به زبان سیداماتریکا که شاخهٔ از زبان براهمی است تحریر شده‌است. بررسی نوشته آن پیشنهاد می‌دهد که تاریخ آن به قرن ۶ یا ۸ میلادی بازمی‌گردد.

در روز سیزدهم نیمه روشن ماه یستا، عمارت [قمری] ویساخا بود، در فرخنده زمانی که علامت منطقه البروج شیر در افق روشن (لاگنا) قرار داشت، در سال هشتم، این [تصویر] ماهاوینایاکا توسط ارباب عظیم تقدیس شد، همان پادشاه عظیم، پادشاه پادشاهان، «سری شاهی خیمگیلا» از ادیانا.— کتیبه تندیس گانشی گردیز (ترجمه به انگلیسی از «هیدئاکی ناکاتانی»‏)

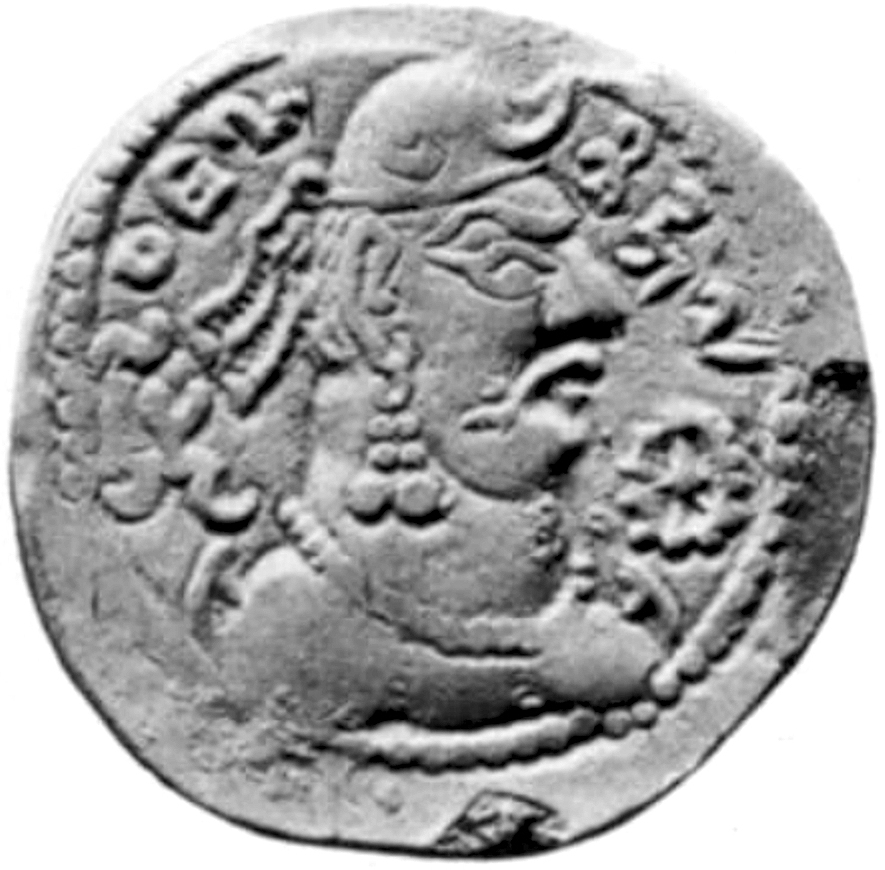
سکه‌ای از خینگیلا با عنوان دوا شاهی کینقیلا (^{}^{} "خدای پادشاه، کینگیلا")، ۴۴۰–۴۹۰ میلادی

هویت این خینگالا نامعلوم است. یکی از خینگلاهای معروف از دودمان آلخون شناخته شده‌است و یکی از سکه‌های که در دوران وی ضرب شده‌است دارای نشان «دیوا شاهی خینگلا» («خدا-شاه خینگلا») است، اما وی به دوران خیلی دورتر در حدود قرن پنجم میلادی نسبت داده می‌شود. خینگلا نارندرادیتیا هم از همان قوم است، اما قدمت این خینگلا به قرن هفتم میلادی می‌رسد.
با در نظر داشت احتمال آماری، اگر قدمت گانش را به اواسط قرن هشتم نسبت دهیم، سری ساهی کینگالا که در کتیبه درج شده‌است به احتمال زیاد با حاکم ترک‌شاهی کابل که در منابع عربی از وی به عنوان خینخیل یا خنجیل نام برد شده همان فرد است، کسی که بنا بر روایت یعقوبی در ۷۷۵–۷۷۸ به المهدی تسلیم شد. از این‌رو خنخیل که در منابع عربی ذکر شده، ممکن است با بو فوژان ترک-شاهی (勃匐準) که در منابع چینی ذکر شده‌است یکی باشد و در منابع چینی آمده‌است که او پسر فرومو کسارو بود و دقیقاً در ۷۴۵ میلادی به تخت نشست.